# 프랑크 아펠
프랑크 아펠(Frank Appel, 	
1961년 7월 29일~)은 2008년 2월 18일부터 2022년까지 도이체 포스트의 CEO였다. 또한 이전에는 컨설팅 회사인 맥킨지 & 컴퍼니의 이사를 맡은 바 있다. 재직 기간은 2022년 10월까지였고 현재는 도이체 텔레콤 이사이다. 그는 2002년 11월 1일부터 도이체 포스트의 이사회 이사였다.
현재 그는 상술하였듯 은퇴 이후 도이체 텔레콤으로 이직하였으며, DHL 회장 자리는 현재 토비어스 메이어(Tobias Meyer)가 그 자리를 맡고 있다.